# Саланович, Деннис
Деннис Саланович (нем. Dennis Salanović; род. 26 февраля 1996, Вадуц) — лихтенштейнский футболист, полузащитник клуба «Йорк Юнайтед». Игрок национальной сборной Лихтенштейна, первый матч за которую провёл на стадионе «Билино Поле» в Зенице 4 сентября 2014 года против Боснии и Герцеговины.

## Ранние годы
Родители Денниса Салановича имеют боснийские корни. Мать родилась в Австрии, а в молодости уехала работать в Лихтенштейн. С будущим отцом игрока — Бего Салановичем — она познакомилась в Боснии и Герцеговине. Семья переехала в Лихтенштейн, где и родился Саланович. Он получал первое футбольное образование в школе клуба «Шаан», где тренером работал его отец. Младший брат Салановича — Аарон — также является футболистом.

## Клубная карьера
В феврале 2014 года Саланович попадает в систему мадридского «Атлетико», став первым в истории испанского клуба футболистом из Лихтенштейна. В Мадриде игрок провёл 1 год, после чего подписал контракт с хорватским клубом «Истра 1961». Закрепиться в составе своего первого взрослого клуба Салановичу не удалось, а в начале сезона 2015/16 он практически перестал попадать в состав после смены главного тренера. Зимой 2016 года футболист перешёл в «Бальцерс», где под руководством Марио Фрика провёл остаток сезона в первой лиге Швейцарии.

### Рапперсвиль-Йона
Сезон 2016/17 Саланович начал в составе команды Лиги Промоушен «Рапперсвиль-Йона». Клуб, прежде никогда не поднимавшийся выше третьего уровня швейцарской системы лиг, в том сезоне выиграл свой дивизион и получил возможность стартовать летом в Челлендж-лиге. Саланович был одним из ключевых игроков команды, забив 5 мячей в 23 играх. В Челлендж-лиге Саланович продолжил стабильно играть уже под руководством нового главного тренера Урса Майера. Он забил два гола в тридцати играх.

### Тун
Летом 2018 года игроком заинтересовался клуб Суперлиги Швейцарии «Тун». 11 июня 2018 года было объявлено о подписании трёхлетнего контракта с форвардом. В Суперлиге Швейцарии Саланович дебютировал 22 июля 2018 года, выйдя на замену в концовке матча против «Цюриха», и за восемь минут успел отдать голевую передачу. А свой первый мяч за новый клуб Деннис забил 5 августа в игре против «Санкт-Галлена». 8 октября 2019 года на церемонии вручения наград Лихтенштейнского футбольного союза впервые в карьере получил приз «Лучшему футболисту страны».

### Фордж
3 января 2024 года Саланович подписал контракт с клубом Канадской премьер-лиги «Йорк Юнайтед» на один год с опцией продления ещё на один год.

## Сборная Лихтенштейна
С 2013 года Деннис привлекается к играм юношеских и молодёжных сборных Лихтенштейна. На этом уровне форвард провёл более 10 матчей, в которых забил 1 гол (в ворота молодёжной сборной Португалии).
Свой первый матч за национальную сборную Лихтенштейна Саланович сыграл 4 сентября 2014 года против сборной Боснии и Герцеговины, заменив Филиппа Эрне на 63-й минуте. Первый гол за национальную команду он забил 14 декабря 2017 года в Катаре в товарищеской игре против местной национальной сборной.

## Достижения

### Командные
Рапперсвиль-Йона
- Победитель Лиги Промоушен: 2016/17

### Личные
- Лучший молодой футболист Лихтенштейна: 2014[7]
- Лучший футболист Лихтенштейна: 2019[4]

## Статистика

### Клубная
| Выступление      | Выступление      | Выступление      | Чемпионат | Чемпионат | Кубки | Кубки | Еврокубки | Еврокубки | Прочие | Прочие | Итого | Итого |
| Клуб             | Лига             | Сезон            | Игры      | Голы      | Игры  | Голы  | Игры      | Голы      | Игры   | Голы   | Игры  | Голы  |
| ---------------- | ---------------- | ---------------- | --------- | --------- | ----- | ----- | --------- | --------- | ------ | ------ | ----- | ----- |
| Истра 1961       | 1 HNL            | 2014/15          | 6         | 0         | 1     | 0     | 0         | 0         | 0      | 0      | 7     | 0     |
| Истра 1961       | 1 HNL            | 2015/16          | 2         | 0         | 0     | 0     | 0         | 0         | 0      | 0      | 2     | 0     |
| Истра 1961       | Итого            | Итого            | 8         | 0         | 1     | 0     | 0         | 0         | 0      | 0      | 9     | 0     |
| Бальцерс         | Первая лига      | 2015/16          | 12        | 8         | 0     | 0     | 0         | 0         | 0      | 0      | 12    | 8     |
| Бальцерс         | Итого            | Итого            | 12        | 8         | 0     | 0     | 0         | 0         | 0      | 0      | 12    | 8     |
| Рапперсвиль-Йона | Лига Промоушен   | 2016/17          | 23        | 5         | 1     | 0     | 0         | 0         | 0      | 0      | 24    | 5     |
| Рапперсвиль-Йона | Челлендж-лига    | 2017/18          | 30        | 2         | 2     | 0     | 0         | 0         | 0      | 0      | 32    | 2     |
| Рапперсвиль-Йона | Итого            | Итого            | 53        | 7         | 3     | 0     | 0         | 0         | 0      | 0      | 56    | 7     |
| Тун              | Суперлига        | 2018/19          | 30        | 5         | 6     | 1     | 0         | 0         | 0      | 0      | 36    | 6     |
| Тун              | Суперлига        | 2019/20          | 19        | 1         | 2     | 0     | 2         | 0         | 0      | 0      | 23    | 1     |
| Тун              | Челлендж-лига    | 2020/21          | 23        | 1         | 0     | 0     | 0         | 0         | 0      | 0      | 23    | 1     |
| Тун              | Итого            | Итого            | 72        | 7         | 8     | 1     | 2         | 0         | 0      | 0      | 82    | 8     |
| → Оулу           | Вейккауслига     | 2021             | 2         | 1         | 0     | 0     | 0         | 0         | 0      | 0      | 2     | 1     |
| → Оулу           | Итого            | Итого            | 2         | 1         | 0     | 0     | 0         | 0         | 0      | 0      | 2     | 1     |
| Всего за карьеру | Всего за карьеру | Всего за карьеру | 147       | 23        | 12    | 1     | 2         | 0         | 0      | 0      | 161   | 24    |

### Голы за сборную Лихтенштейна
| # | Дата             | Место | Соперник  | Счет | Результат | Соревнование                  |
| - | ---------------- | ----- | --------- | ---- | --------- | ----------------------------- |
| 1 | 14 декабря 2017  | Доха  | Катар     | 1:1  | 2:1       | Товарищеский матч             |
| 2 | 9 сентября 2018  | Вадуц | Гибралтар | 1:0  | 2:0       | Лига наций 2018/19            |
| 3 | 16 сентября 2018 | Фару  | Гибралтар | 1:0  | 1:2       | Лига наций 2018/19            |
| 4 | 8 сентября 2019  | Афины | Греция    | 0:1  | 1:1       | Чемпионат Европы 2020 (отбор) |